# Mauricio Alfaro
Mauricio «el Tuco» Alfaro (Zacatecoluca, La Paz, 13 de febrero de 1956) es un exfutbolista salvadoreño que se desempeña actualmente como director técnico de Club Deportivo Municipal Limeño en la Primera División de El Salvador.

## Carrera como jugador

### Selección
Participó con El Salvador al Mundial de España 1982 donde disputó 1 partido, contra Argentina, en Alicante el 23 de junio de 1982.

En total disputó 3 eliminatorias con la Selecta: 1982, 1986 y 1990, con un total de 10 partidos jugados, 6 victorias, 1 empate y 3 derrotas.

### Clubes
| Club                               | País        | Temporada(s) |
| ---------------------------------- | ----------- | ------------ |
| Club Deportivo Dragón B            | El Salvador | 1973-1974    |
| Club Deportivo Dragón              | El Salvador | 1974-1975    |
| CD Platense Municipal Zacatecoluca | El Salvador | 1975-1980    |
| Alianza Fútbol Club                | El Salvador | 1980-1981    |
| CD Platense Municipal Zacatecoluca | El Salvador | 1981-1982    |
| Club Deportivo FAS                 | El Salvador | 1982-1985    |
| Cojutepeque FC                     | El Salvador | 1985-1990    |
| CD Platense Municipal Zacatecoluca | El Salvador | 1991         |

#### Palmarés
- Primera División de El Salvador: 1 (1984, con CD FAS)

## Carrera como entrenador
Dirigió a CD Platense, de la Segunda división salvadoreña, en dos oportunidades (1992-1993 y 2004-2005), y en la Primera División de El Salvador con Club Deportivo Municipal Limeño.
Sin embargo el Tuco ha tenido su mejor desempeño con las selecciones juveniles de El Salvador, al llegar a semifinales del Preolímpico de Concacaf de 2012 con la Selección de fútbol sub-23 de El Salvador y sobre todo clasificar al Mundial juvenil de Turquía 2013 con la Azulita, torneo donde fue eliminado en primera ronda.